# 부에노스아이레스 지하철 D선
숩테 D선(La línea C del subte de Buenos Aires)은 "초록색" 노선으로 1937년 6월 3일 개통되었다.

## 개요
숩테 D선은 총길이 10.41km로 대성당과 콘그레소 데 투쿠만 역을 연결한다. 아르헨티나에서 네번째로 개통된 노선이며, A, C, E와 동일한 전동 방식을 채택했다.

## 지하철 역

- 카테드랄(대성당)
- 7월 9일
- 트리부날레스
- 카야오
- 파쿨타드 데 메디시나
- 푸에이렌돈
- 아구에로
- 스칼라브리니 오르티즈
- 이탈리아 광장
- 팔레르모
- 미니스트로 카르란자
- 오예로스
- 요세 헤르난데즈
- 유라멘토
- 콘그레소 데 투쿠만

## 같이 보기
- 부에노스아이레스 지하철